# From the Four Hundred to the Herd

From the Four Hundred to the Herd est un film muet américain réalisé par Allan Dwan et sorti en 1912.

## Synopsis
Jack Stevens aime Clarice Weybrook et espère que, dans quelques jours, elle deviendra sa femme. Un week-end, ils rencontrent le comte Derbley qui possède cinq millions de dollars. Clarice aime à taquiner son amant et le tourmente en affirmant qu'elle pourrait devenir la comtesse Derbley…

## Fiche technique
- Réalisation : Allan Dwan
- Date de sortie : États-Unis : 4 mars 1912

## Distribution
- J. Warren Kerrigan : Jack Stevens
- Pauline Bush : Clarice Weybrook
- George Periolat : le comte de Derbley
- Louise Lester : Mme. Weybrook